# Daniel Alves
Daniel Alves da Silva (født 6. maj 1983 i Juazeiro, Brasilien), eller mere almindeligt brugt Dani Alves, er en brasiliansk tidligere fodboldspiller og dømt voldtægtsmand, der spillede højreback for den spanske klub FC Barcelona. Han spillede i mange år i henholdsvis Sevilla FC og FC Barcelona i den bedste spanske række frem til 2016, hvor han skiftede til italienske Juventus. Han har desuden rundet 100 landskampe for Brasilien.
Han blev fire gange blevet valgt til FIFPro World XI. Især i 2012 og 2013 har det ført til meget diskussion, da han ikke var i brugernes top 3 af højrebacks, i den brugerundersøgelse FIFA havde lavet i 2012 og 2013.
Den 2. juni 2016 annoncerede Alves sin afgang fra FC Barcelona. 4. juni 2016 bekræftede Alves under et interview i en italiensk tv-station, at han næste sæson skal spille i Juventus. 
Dani Alves blev anklaget for at om morgenen 31. december 2022 at udøve voldtægt mod en kvindelig natklubgæst på et diskotekstoilet i Barcelona. Den 22. februar 2024, blev Alves fundet skyldig og fik en fængselsdom på fire et halvt års fængsel. Anklageren krævede ni år. Over 30 personer vidnede i sagen.
I marts blev Alves frikendt af en apeldomstol i Barcelona.